# Ficus goiana
Ficus goiana är en mullbärsväxtart som beskrevs av C.C.Berg, Carauta och A.F.P.Machado. Ficus goiana ingår i släktet fikonsläktet, och familjen mullbärsväxter. Inga underarter finns listade i Catalogue of Life.